# Pietro Puzone
Pietro Puzone (Acerra, 1º febbraio 1963) è un ex calciatore italiano, di ruolo attaccante esterno.

## Carriera
Cresciuto nelle giovanili del Napoli, esordisce in Serie A con i partenopei il 7 marzo 1982, entrando all'83º minuto di Napoli-Cesena (finita 2-2) al posto di Criscimanni. La settimana successiva subentra a Musella al 61' minuto in Avellino-Napoli, terminata 3-0 per gli irpini.
Negli anni successivi viene prestato prima alla Cavese (1982-83) e poi all'Akragas (1983-84) mettendosi in luce come uno dei giovani più promettenti della categoria. Ritorna a giocare nel Napoli nella stagione 1984-85, la prima di Maradona, collezionando solo due presenze, di fatto le ultime in Serie A.
L'anno dopo viene nuovamente mandato in prestito, stavolta al Catania dove disputa un ottimo campionato guadagnandosi il ritorno a Napoli.
Nella stagione 1986-87 è quindi nella rosa del primo scudetto azzurro, pur non disputando alcuna gara in campionato e raccogliendo solo qualche presenza in panchina. Lo stesso anno partecipa alla conquista della Coppa Italia, subentrando a pochi minuti dalla fine nella semifinale contro il Cagliari, recita inoltre nel film Quel ragazzo della curva B al fianco di Nino D'Angelo e insieme ai compagni di squadra Bruscolotti, Giordano, Romano e Carnevale, interpretando sé stesso.
Un legame di grande amicizia lo lega in questo periodo a Maradona, al cui fianco è spesso inquadrato nei festeggiamenti per lo scudetto e anche come "consolatore" dopo il decisivo errore dal dischetto da parte del campione argentino, contro il Tolosa, che costa al Napoli l'eliminazione dalla Coppa UEFA.
Puzone è successivamente oggetto di un nuovo prestito al Catania, prima della cessione definitiva allo Spezia nel 1988.
Chiude la carriera professionistica l'anno successivo nell'Ischia Isolaverde, a soli 27 anni.
Negli ultimi anni riprende a giocare nei dilettanti prima nella Vis Sezze Setina e poi nel Pomigliano e nell'Acerrana, per concludere definitivamente a Caivano con la locale Boys Caivanese.

### Dopo il ritiro
Nel giugno 2020, durante la trasmissione radiofonica La radiazza, un ascoltatore rende nota la difficile situazione di Puzone, che vive per strada ad Acerra in condizioni di assoluta indigenza, cosa che viene poi resa nota anche tramite il programma di Barbara d'Urso Pomeriggio 5.

## Statistiche

### Presenze e reti nei club
| Stagione        | Squadra           | Campionato      | Campionato | Campionato | Coppe nazionali | Coppe nazionali | Coppe nazionali | Coppe continentali | Coppe continentali | Coppe continentali | Altre coppe | Altre coppe | Altre coppe | Totale | Totale |
| Stagione        | Squadra           | Comp            | Pres       | Reti       | Comp            | Pres            | Reti            | Comp               | Pres               | Reti               | Comp        | Pres        | Reti        | Pres   | Reti   |
| --------------- | ----------------- | --------------- | ---------- | ---------- | --------------- | --------------- | --------------- | ------------------ | ------------------ | ------------------ | ----------- | ----------- | ----------- | ------ | ------ |
| 1981-1982       | Napoli            | A               | 2          | 0          | CI              | 0               | 0               | CU                 | 0                  | 0                  | -           | -           | -           | 2      | 0      |
| 1982-1983       | Cavese            | B               | 19         | 0          | CI              | 5               | 0               | -                  | -                  | -                  | -           | -           | -           | 24     | 0      |
| lug.-set. 1983  | Napoli            | A               | 0          | 0          | CI              | 3               | 0               | -                  | -                  | -                  | -           | -           | -           | 3      | 0      |
| set. 1983-1984  | Akragas           | C1              | 26         | 2          | CI-C            | 0               | 0               | -                  | -                  | -                  | -           | -           | -           | 26     | 2      |
| 1984-1985       | Napoli            | A               | 2          | 0          | CI              | 1               | 0               | -                  | -                  | -                  | -           | -           | -           | 3      | 0      |
| 1985-1986       | Catania           | B               | 35         | 2          | CI              | 5               | 0               | -                  | -                  | -                  | -           | -           | -           | 40     | 2      |
| 1986-1987       | Napoli            | A               | 0          | 0          | CI              | 1               | 0               | CU                 | 0                  | 0                  | -           | -           | -           | 1      | 0      |
| Totale Napoli   | Totale Napoli     | Totale Napoli   | 4          | 0          |                 | 5               | 0               |                    | 0                  | 0                  |             | -           | -           | 9      | 0      |
| 1987-1988       | Catania           | C1              | 29         | 3          | CI+CI-C         | 3+?             | 0+?             | -                  | -                  | -                  | -           | -           | -           | 32+    | 3+     |
| Totale Catania  | Totale Catania    | Totale Catania  | 64         | 5          |                 | 8+              | 0+              |                    | -                  | -                  |             | -           | -           | 72+    | 0+     |
| 1988-1989       | Spezia            | C1              | 10         | 0          | CI+CI-C         | 0+2             | 0               | -                  | -                  | -                  | -           | -           | -           | 12     | 0      |
| 1989-1990       | Ischia Isolaverde | C1              | 12         | 0          | CI-C            | ?               | ?               | -                  | -                  | -                  | -           | -           | -           | 12+    | 0+     |
| Totale carriera | Totale carriera   | Totale carriera | 135        | 7          |                 | 20+             | 0+              |                    | 0                  | 0                  |             | -           | -           | 155+   | 7+     |

## Palmarès

### Club

#### Competizioni nazionali
- Campionato italiano: 1

Napoli: 1986-1987
- Coppa Italia: 1

Napoli: 1986-1987